# Широковская волость (Херсонский уезд)
Широковская волость — административно-территориальная единица Херсонского уезда Херсонской губернии Российской империи с центром в местечке Широкое.

## История
Волость упразднена 7 марта 1923 года, её территория вместе с территориями Шестерянской, Николаевской 1-й и Ингулецкой волостей вошла в состав новосозданного Широковского района Криворожского округа.

## Характеристика
По состоянию на 1886 год входила во второй стан Херсонского уезда, состояла из 8 поселений, 8 сельских общин. Население в пределах волостной территории — 11197 человек (6039 человек мужского пола и 5158 женского), 1693 дворовых хозяйств.

### Поселения
На 1886 год:
- Широкое — местечко при реке Ингулец в 135 верстах от уездного города, 4976 человек, 779 двор, церковь православная, школа , аптека, 9 лавок, винный склад, кабак, 4 ярмарки в год, базары по воскресеньям, судебный пристав и съезд мировых судей.
- Зелёное — село при реке Ингулец, 244 человека, 36 дворов, винокуренный завод.
- Ингулец — колония евреев при реке Ингулец, 1933 человека, 136 дворов, синагога, 3 еврейских молитвенных дома, школа, базары еженедельно.
- Новокурское — село при реке Ингулец, 1489 человек, 232 двора, молитвенный дом, школа, лавка.
- Шестерня — село при реке Ингулец, 2444 человека, 469 дворов, церковь православная, школа, аптека, 3 лавки, трактир, рейнский погреб, 3 ярмарки в год, базары по воскресеньям.